# Phostria tetrastictalis
Phostria tetrastictalis là một loài bướm đêm trong họ Crambidae.